# Anaphalis hancockii
Anaphalis hancockii là một loài thực vật có hoa trong họ Cúc. Loài này được Maxim. mô tả khoa học đầu tiên năm 1881.